# تئودور ملفی
تئودور ملفی (انگلیسی: Theodore Melfi) یک کارگردان فیلم، تهیه‌کننده و فیلم‌نامه‌نویس اهل ایالات متحده آمریکا است. وی از سال ۱۹۹۸ میلادی تاکنون مشغول فعالیت بوده‌است.

## فیلم‌شناسی
| ۲۰۰۷ | پرتقال‌ها         | نه  | نه  | آری | Co-Producer     |
| ۲۰۱۰ | تختخواب و صبحانه | نه  | نه  | آری |                 |
| ۲۰۱۴ | وینسنت مقدس      | آری | آری | آری |                 |
| ۲۰۱۶ | ارقام پنهان      | آری | آری | آری | Completed       |
| ۲۰۱۷ | Going in Style   | نه  | آری | نه  | Post-production |